# Паустова
Паустова (рум. Paustova) — село в Молдові в Окницькому районі. Входить до складу комуни, центром якої є село Ліпнік.

## Історія
За даними етнографічної експедиції 1869—1870 років під керівництвом Павла Чубинського, у селі здебільшого проживали українці, населення розмовляло лише українською мовою.